# Grupa Żywiec
Grupa Żywiec is een Poolse brouwerijgroep met hoofdzetel te Żywiec. De groep omvat vijf brouwerijen in Żywiec, Elbląg, Leżajsk, Warka en Cieszyn. 

## Geschiedenis
In maart 1994 werd Heineken eigenaar van twee Poolse brouwerijen, Browar Żywiec en Bracki Browar Zamkowy te Cieszyn. In 1998 ontstond Grupa Żywiec na een fusie tussen de brouwerijen van Heineken en Brewpole BV (met brouwerijen in Elbląg, Leżajsk, Warka, Gdańsk en Radom). Browar w Gdańsku Wrzeszczu te Gdańsk werd in 2001 gesloten en Browar Saskich te Radom werd gesloten in 2002. Vanaf 2004 werd Brau Union Polen ingelijfd (Kujawiak Browary Bydgoskie & Browary Warszawskie Królewskie). De brouwerij in Warschau werd gesloten in 2004, de brouwerij in Bydgoszcz in 2006.

## Brouwerijen
- Browar Żywiec
- Browar Elbląg (EB)
- Browar Leżajsk
- Browar Warka
- Bracki Browar Zamkowy

## Bieren
- Żywiec
- EB
- Brackie
- Warka
- Tatra
- Strong
- Królewskie
- Specjal
- Leżajsk
- Kujawiak
- Kaper